# 泰梅爾島
泰梅爾島（Таймыр）是俄羅斯的島嶼，位於卡拉海，由克拉斯諾亞爾斯克邊疆區負責管轄，長33公里、寬10公里，面積350平方公里，最高點海拔高度235米，島上無人居住。

## 外部連結
- Location:  （页面存档备份，存于）
- William Barr, Baron Eduard von Toll’s Last Expedition, 1900-1903.
- Taymyr Island and adjacent islands:  （页面存档备份，存于）
- Nature Reserve:
- Nansen's explorations: [永久]

76°12′N 96°07′E / 76.200°N 96.117°E